# الطويلة
طويلة هي منطقة في الصحراء الكبرى في جنوب غرب الجزائر على الحدود مع موريتانيا . 